# مركز هارثيم للقتل الرحيم

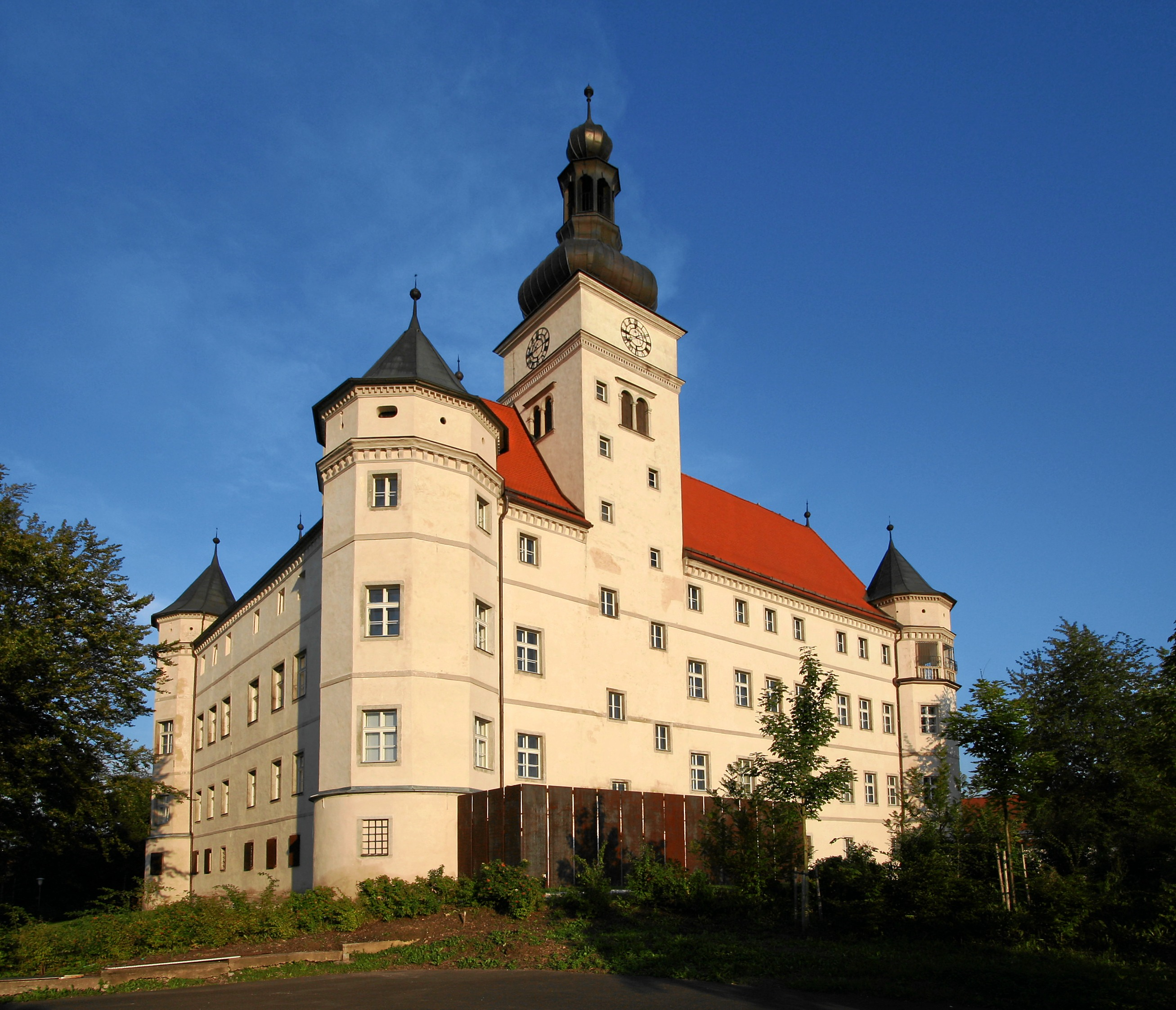
قلعة هارثيم في 2005

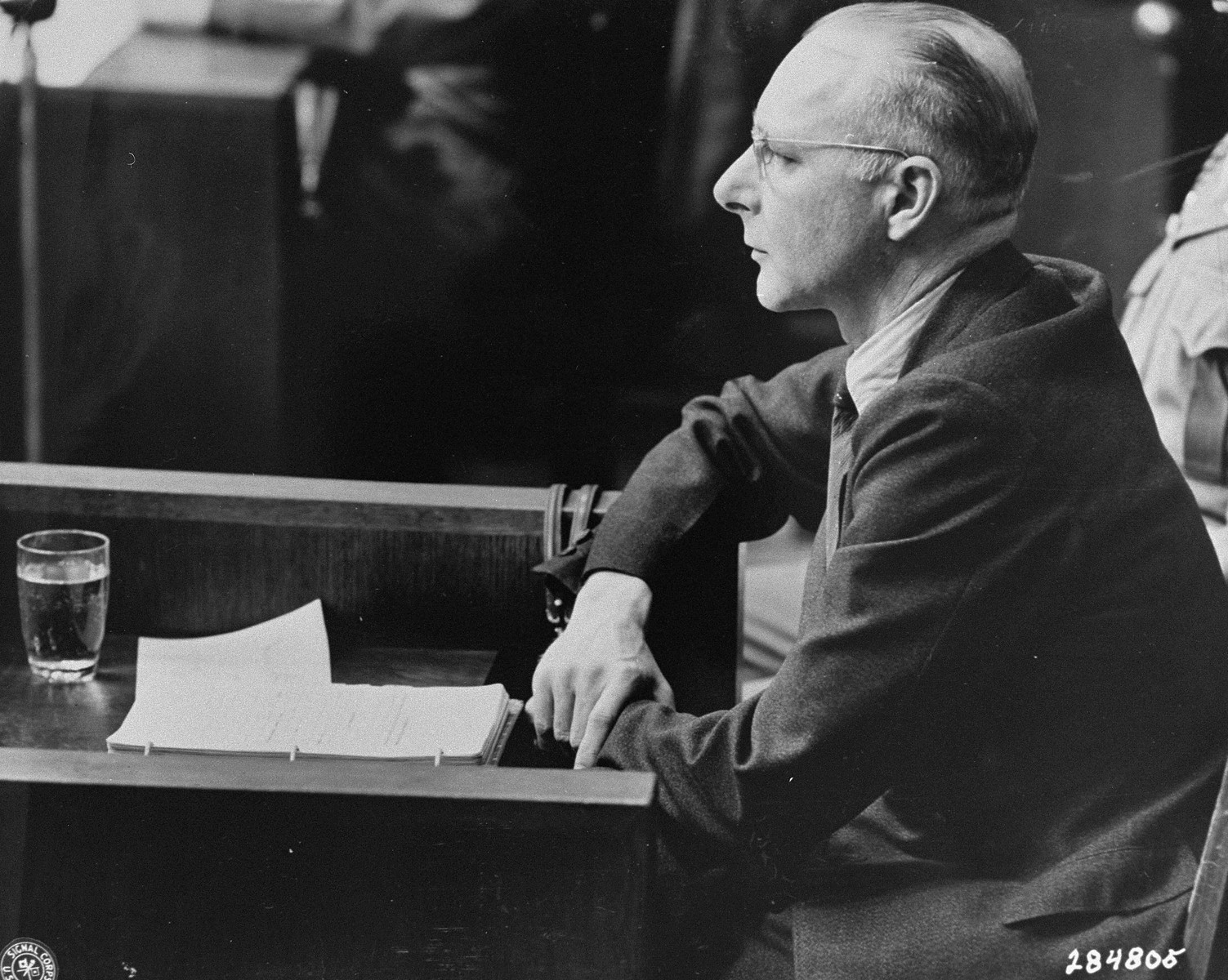
يشهد فيكتور براك في دفاعه عن نفسه في محاكمة الأطباء في نورمبرج عام 1947

مركز هارثيم للقتل الرحيم (بالألمانية: NS-Tötungsanstalt Hartheim) كان مركز قتل ضالع في برنامج القتل الرحيم النازي، المشار إليه أيضًا باسم أكتيون تي4. تم إيواء مركز القتل في قلعة هارثيم في بلدية الكوفين، بالقرب من لينز، النمسا.

## إحصائيات هارثيم
في يونيو 1945، وخلال التحقيقات التي أجرتها القوات الأمريكية في مرفق الغاز السابق في هارتهايم، قام ضابط التحقيق الأمريكي تشارلز داميرون بفتح خزنة فولاذية تم العثور فيها على إحصائيات هارثيم. كان هذا كتيبًا من 39 صفحة تم إنتاجه للأغراض الداخلية لبرنامج القتل الرحيم النازي (اكتيون تي4)، ويحتوي على إحصاءات شهرية للتسميم بالغاز للمرضى المعاقين ذهنيًا وجسديًا (تسمى «التطهير» في الوثيقة) والتي أجريت في المؤسسات الست للقتل الرحيم على أراضي الرايخ. في عامي 1968 و1970 كشف موظف سابق في المؤسسة، كشاهد، عن أنه كان عليه أن يجمع المواد في نهاية عام 1942. وتضمنت الإحصاءات صفحة تم الحساب فيها أن «تطهير 70273 شخص كانت توقعات مدة الحياة لهم 10 سنوات» قد حفظت من المواد الغذائية ما قيمته 141,775,573.80 رايخ مارك.

### عدد القتلى في مرحلة الإبادة الأولى في هارثيم
وفقًا لإحصاءات هارثيم، قُتل ما مجموعه 18,269 شخصًا في غرف الغاز في مركز هارثيم للقتل الرحيم في فترة 16 شهرًا بين آيار/مايو 1940 و1 أيلول/سبتمبر 1941، على النحو التالي: 
| 1940      | 1940         | 1940       | 1940     | 1940         | 1940               | 1940                | 1940               | 1941               | 1941        | 1941      | 1941        | 1941      | 1941         | 1941       | 1941     | إجمالي القتلى |
| آيار/مايو | حزيران/يونيو | تموز/يوليو | آب/أغسطس | أيلول/سبتمبر | تشرين الأول/أكتوبر | تشرين الثاني/نوفمبر | كانون الأول/ديسمبر | كانون الثاني/يناير | شباط/فبراير | آذار/مارس | نيسان/أبريل | آيار/مايو | حزيران/يونيو | تموز/يوليو | آب/أغسطس | إجمالي القتلى |
| --------- | ------------ | ---------- | -------- | ------------ | ------------------ | ------------------- | ------------------ | ------------------ | ----------- | --------- | ----------- | --------- | ------------ | ---------- | -------- | ------------- |
| 633       | 982          | 1,449      | 1,740    | 1,123        | 1,400              | 1,396               | 947                | 943                | 1,178       | 974       | 1,123       | 1,106     | 1,364        | 735        | 1,176    | 18269         |

تغطي هذه الإحصائيات فقط مرحلة الإبادة الأولى من برنامج القتل الرحيم النازي، أكتيون تي4، الذي تم إنهائه بأمر هتلر بتاريخ 24 أغسطس 1941 بعد احتجاجات الكنيسة الكاثوليكية الرومانية.
ويقدر إجمالاً أنه تم إعدام ما مجموعه 30.000 شخص في هارتهايم. وكان من بين القتلى مرضى ومعاقون وكذلك سجناء من معسكرات الاعتقال. وقد نفذت عمليات القتل بالتسمم بأول أكسيد الكربون.